# Anton Glazunov
Anton Glazunov, né le 25 août 1986, à Kouïbychev, en République socialiste fédérative soviétique de Russie, est un joueur russe de basket-ball. Il évolue au poste de meneur.

## Palmarès
- EuroCup Challenge 2007
- Superligue de Russie 2012, 2013
- Meilleur passeur de l'EuroChallenge 2014